# Патријарх Аполинарије Александријски
Аполинарије Александријски (грч. Απολλιναριος; ум. око 568.) - Александријски патријарх у периоду од 551. до око 568. У православној цркви се поштује као светитељ.
Заузео је александријски трон након што је цар Јустинијан I сменио патријарха Зоила. Такође је постао управник града по налогу цара Јустинијана.
Почетком 553. године потписао је поруку цариградског патријарха Евтихија папи Вигилију са позивом да председава Васељенским сабором по питању „Три поглавља”.
Био је присутан на свим састанцима Петог васељенског сабора и потписивао његове дефиниције вере.